# 永澤俊矢
永澤 俊矢（ながさわ としや、1961年9月6日 - ）は、日本の俳優。大阪府堺市出身。身長185cm、血液型はB型。ブルーベアハウス、オフィスぴろっとを経て宍戸錠事務所所属。元妻は女優の麻生祐未。

## 来歴・人物
大阪商業大学堺高等学校卒業後、美容師見習いののち、1982年、単身ニューヨークへ渡る。
1984年から三宅一生のモデルとして活躍。
1992年、映画『豪姫』で俳優デビュー。
2004年に『ほんまもん』（NHK朝の連続テレビ小説）で共演した麻生と結婚するも、2008年6月に離婚した。
篠田正浩作品に常連出演していた。

## 出演

### テレビドラマ
- エトロフ遥かなり（1993年、NHK）
- 大河ドラマ（NHK）
  - 花の乱（1994年） - 畠山義就 役
  - 武蔵 MUSASHI（2003年） - 辻風典馬 役
  - 平清盛（2012年） - 武田信義 役
  - 軍師官兵衛（2014年） - 島津義久 役
- 鬼ユリ校長、走る!（1994年、フジテレビ）
- ストックホルムの密使（1995年、NHK）
- サイコメトラーEIJI（1997年、日本テレビ） - 羽根山警部 役
- ぼくらの勇気 未満都市（1997年、日本テレビ） - 三上 役
- 恋、した。「ハイ・スピード3〜恋のストローハット」（1997年、テレビ東京）
- 新宿鮫～毒猿～（1997年、NHK）
- お礼は見てのお帰り ナニワのべっぴん刑事（1997年 - 1999年、関西テレビ）
- あぶない刑事フォーエヴァー TVスペシャル'98（1998年、日本テレビ）
- 火曜サスペンス劇場（日本テレビ）
  - 警部補 佃次郎9・妻たちの真実（1999年11月16日）- 奈須病院院長・奈須貴之（野村信次）の妻である奈須千草（一路真輝）の不倫相手で産興商事社員・石黒弘毅 役
  - 弁護士・高林鮎子34・志摩の旅・みえ6号毒殺連鎖〜保険金狙いで魂を売った魔性の女!完全無欠の時刻表トリックを暴く真珠の涙と男の素顔（2005年7月5日）- 大庭ハウジング社員・笠原宏次 役
- 新・俺たちの旅（1999年、日本テレビ）
- ナニワ金融道5（2000年、フジテレビ）- ホストクラブ「男塾」店長 役
- 陰陽師（2001年、NHK）
- 早乙女タイフーン（2001年、テレビ朝日）
- 剣客商売 第3シリーズ 第3話「狂乱」（2001年、フジテレビ / 松竹） - 石山甚市 役
- ほんまもん（2001年10月 - 2002年3月、NHK連続テレビ小説）
- 私立探偵 濱マイク 第8話「時よとまれ、君は美しい」（2002年、読売テレビ）
- 女と愛とミステリー「軽井沢別荘殺人事件夏樹静子“Cの悲劇”」（2003年、テレビ東京）- 梶行男 役
- 生放送はとまらない!（2003年、テレビ朝日）
- 恋する京都（2004年、NHK）
- 八つ墓村（2004年、フジテレビ）
- 子連れ狼完結篇・父と子、最後の旅路!大五郎!生きるのだ!!（2004年7月5日、テレビ朝日）- 出淵庄兵衛 役
- 世直し順庵!人情剣（2005年、テレビ朝日）
- 相棒 Season 4 第11話「汚れある悪戯」（2006年1月1日、テレビ朝日 / 東映） - 森村十三 役
- 出雲の阿国（2006年、NHK）
- 逃亡者 おりん 第8話「裏切り者の掟」（2006年、テレビ東京） - 鬼丸 役
- 芸者小春姐さん奮闘記 (2006年- 永瀬謙太郎 役）
- 柳生十兵衛七番勝負 最後の闘い（2007年、NHK）
- 水曜ミステリー9「さすらい署長 風間昭平6・さぬき・金比羅殺人事件」（2007年、テレビ東京）
- スシ王子!（2007年、テレビ朝日）
- 悪夢のエレベーター（2007年、フジテレビ）
- 水戸黄門 第39部 第5話「ゴリ押し父子の悪企み -赤穂-」（2008年11月10日、TBS） - 吉蔵 役
- 主水之助七番勝負〜徳川風雲録外伝〜（2008年、テレビ東京）
- ケータイ捜査官7（2009年、テレビ東京） -  金腕 役
- 陽炎の辻〜居眠り磐音 江戸双紙〜 正月時代劇SP （（2009年1月3日、NHK）
- クロヒョウ 龍が如く新章（2010年10月 - 12月、毎日放送） - 九鬼隆太郎 役
- カルテット（2011年1月 - 3月、毎日放送・TBS） - 塚本 役
- 坂の上の雲（2011年、NHK） - 永沼秀文 役
- 金曜プレステージ「所轄刑事6」（2011年10月21日、フジテレビ） - 小林修一郎 役
- 必殺仕事人2012（2012年2月19日、朝日放送） - 蛇馬 役
- まほろ駅前番外地 第1話（2013年1月11日、テレビ東京） - スタンガン西村 役
- SPEC〜零〜（2013年10月23日、TBS） - 信国上官 役
- 破門（2015年1月 - 3月、BSスカパー!） - 水谷仁志 役
- 雲霧仁左衛門2 第3話「盗人の純情」（2015年2月20日、NHK BSプレミアム） - 鳩栗の大五郎 役
- 神谷玄次郎捕物控2 第1話（2015年4月3日、NHK BSプレミアム） - 稲富清十郎 役
- 下町ロケット（2015年） - 桜田努 役
- 大岡越前3 第4話（2016年2月5日、NHK BSプレミアム） - 権吉 役
- 男と女のミステリー時代劇（2016年） ‐ 若狭屋市兵衛
- 猫忍（2017年1月 - 3月、東名阪ネット6他） - 迅雷 役
- 月曜名作劇場 「ミステリー作家・朝比奈耕作シリーズ2」（2018年） - 鳥居猿彦
- 逃亡花（2018年4月 -、BSジャパン） - 伊崎 役

### 映画
- 豪姫（1992年） - ウス 役
- 男ともだち（1994年） - 魚住元彦 役
- サンクチュアリ（1995年） - 主演・北条彰 役
- 写楽 Sharaku（1995年） - 鉄蔵 役
- 狼たちのカーニバル CARNIVAL OF WOLVES（1995年） - 主演・黒田 役
- 風のかたみ（1996年）
- 汝殺すなかれ（1996年） - 主演・安西 役
- Helpless （1996年） - 坂梨 役
- 瀬戸内ムーンライト・セレナーデ（1997年） - 復員さん 役
- 野獣死すべし（1997年） - 大山勝 役
- スリーピー・ヘッズ（1997年） - 健太 役
- 女刑事RIKO 聖母の深き淵（1998年） - 高須義久 役
- 不夜城 SLEEPLESS TOWN（1998年）
- あぶない刑事フォーエヴァー THE MOVIE（1998年） - 城島誠 役
- 天使に見捨てられた夜（1999年） - 矢代亘 役
- 梟の城（1999年） - 摩利支天洞玄 役
- MABUI（1999年） - 上原貞夫 役
- LOVE/JUICE（2000年）
- ざわざわ下北沢（2000年） - 達也の兄 役
- 釣りバカ日誌イレブン（2000年） - ホテルの支配人 役
- 火垂（2000年） - 東山大司 役
- strain ストレイン（2000年） - 室戸 役
- FAMILY（2001年） - 白木刑事 役
- 実録・北海道やくざ戦争 逆縁（2001年） - 岩間政雄 役
- LOVE/JUICE（2000年）
- 今昔伝奇 剣地獄 CHANG・BALLA（2001年） - 主演
- RED HARP BLUES（2002年）
- GUN CRAZY 裏切りの挽歌 BEYOND THE LOW（2002年） - 滝田丈一郎 役
- スパイ・ゾルゲ（2003年） - 宮城与徳 役
- 雀鬼くずれ（2003年）
- 雀鬼くずれ2（2003年）
- 人斬り銀次（2003年）
- ドラッグストア・ガール（2003年） - インディアン・リーダー 役
- 渋谷怪談（2003年） - 掛沢裕一 役
- 渋谷怪談2（2003年） - 掛沢裕一 役
- コンクリート（2004年） - 片桐 役
- ULTRAMAN（2004年） - 倉島剛 役
- あずみ2（2005年） - 真田幸村 役
- 渋谷物語（2005年） - デカ市 役
- 転がれ!たま子（2005年） - 大福観光人事部長田口 役
- SHINOBI-HEART UNDER BLADE-（2005年） - 柳生宗矩 役
- 妖怪大戦争（2005年） - 阿倍晴明 役
- 犬神家の一族（2006年） - 猿蔵 役
- 艶恋師（2007年）
- 無認可保育園 歌舞伎町 ひよこ組（2007年） - 屋敷組若頭 篠田 役
- 銀幕版 スシ王子! 〜ニューヨークへ行く〜（2008年） - 米寿船造 役
- 半次郎（2010年） - 篠原国幹 役
- 桜田門外ノ変（2010年） - 西郷吉之助 役
- 目を閉じてギラギラ（2011年10月22日公開）
- SRサイタマノラッパー ロードサイドの逃亡者（2012年） - 等々力辰彦 役
- モンスター（2013年）
- 忍たま乱太郎 夏休み宿題大作戦!の段（2013年） - 切羽拓郎 役
- 猫忍（2017年公開） - 迅雷 役
- サムライせんせい（2018年公開） - 山内容堂 役

### Vシネマ
- 難波現金問屋 とんぼりの竜（1995年） - 主演・大石仁
- 女刑事RIKO 女神の永遠（1998年） - 高須義久
- 極道ジハード 〜聖戦〜（2001年）- マダイ
- 実録 柳川組 大阪戦争百人斬り（2002年） - 長岡組組長 長岡秀一(関門の狼) ※友情出演
- 実録・暴走族 日韓連合 小さな巨人 野山榮澤（2005年） - お好み焼き屋「誰がカバやねん」店長 カバのおっちゃん ※特別出演
- 誇り高き野望 1 - 6話（2005年、2006年 アネック） - 城崎組 菊島広志
- 鬼魄 二代目山口登（2006年） - 山春組 田中春吉
- 実録・九州やくざ抗争 誠への道（2006年） - 村富一家組員 田宮成圭（二代目村富一家総長）
- 汚れた代紋（2007年） - 綿貫連合会 山堂会組員 佐川勘助
- 無認可保育園 歌舞伎町 続・ひよこ組（2007年） - 屋敷組若頭 篠田
- 実録 闇のシンジケート 豊田登（2008年） - 主演・豊田登
- ニッポン非合法地帯2（2009年）
- 大強盗 ギャングな奴ら（2010年） - 車屋
- ギャングコネクション（2010年） - 梁山会会長 龍童
- やくざの憲法 赤字破門（2011年） - 天堂組内津上組幹部 湊清治
- 首領の道 season2（2015年） - 三島組組長 三島秀喜(元・七代目山邑会山邑会執行部)
- 首領の道 season2 vol.2（2015年） - 三島秀喜(三島組のフィクサー)
- 九州極道戦争（2016年） - 北島 山北会会長 遠山憲一
- 制覇9,10,11（2017年） - 五代目難波組椎名組若頭 財前清海
- 極道天下布武 第一幕 - 第五幕（2017年 - 2018年） - 織木組信長組 前野利家

### 舞台
- 真田黙示録（2010年7月22日-25日、吉祥寺シアター）
- レディオドラマ（2010年12月9日-14日、下北沢シアター711）
- 或る、致し方ない罪に対する やるせない復讐のはじまり（2011年4月13日-19日、下北沢「劇」小劇場）
- 道雪（2011年8月3日-7日、吉祥寺シアター）
- 株式会社893（2011年9月7日-11日、赤坂レッドシアター）
- SHINOBU'S BRAIN IN THE SOUP BOMB「DRUG STORE」（2013年1月7日-14日、吉祥寺シアター）

### CM
- アリナミン製薬-アリナミン・ダイナミック
- アサヒビール-富士山